# Pont Aioi
Le pont Aioi (相生橋 en japonais) est un pont situé à Hiroshima au Japon qui enjambe le fleuve Ōta. Sa particularité réside dans le fait qu'il est constitué de deux tabliers perpendiculaires l'un par rapport à l'autre, dont le plus petit partant vers le Sud dessert le parc du Mémorial de la Paix de Hiroshima.
Reconnaissable depuis le ciel par ce plan en « T », c'est pour cette raison que l'équipage du bombardier américain Enola Gay le prit pour cible lors du premier bombardement atomique le 6 août 1945.
Finalement, Little Boy, porté par les vents, explosa à la verticale de l’hôpital Shima, à moins de trois cents mètres au sud-est du pont.
L'ouvrage a été reconstruit après la Seconde Guerre mondiale, mais s'est progressivement détérioré. Un nouveau pont a dû être édifié pour remplacer l'ancien en 1983.

## Galerie

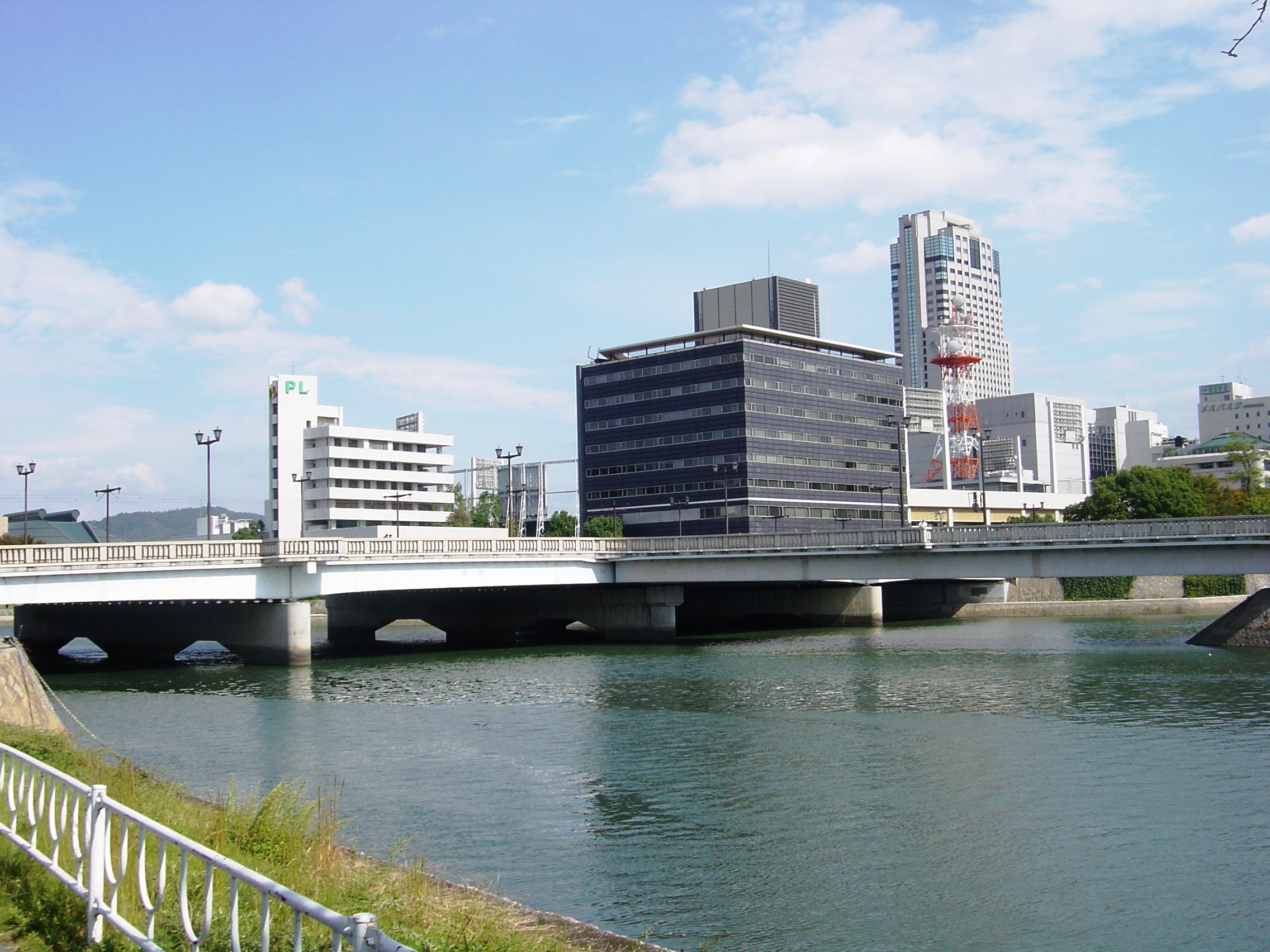
Le pont Aioi en face du parc du Mémorial de la Paix de Hiroshima.
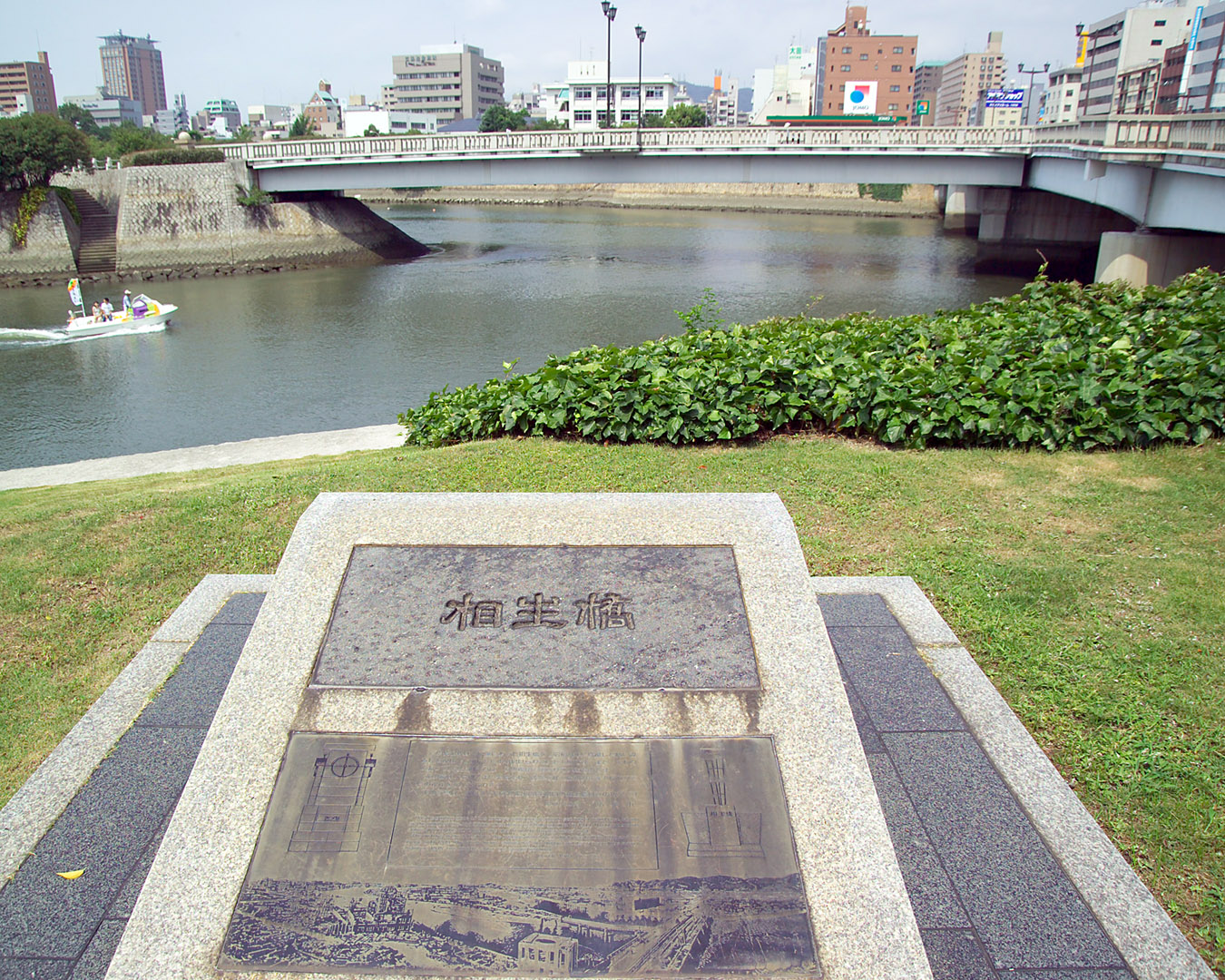
Plaque rappelant le pont original.
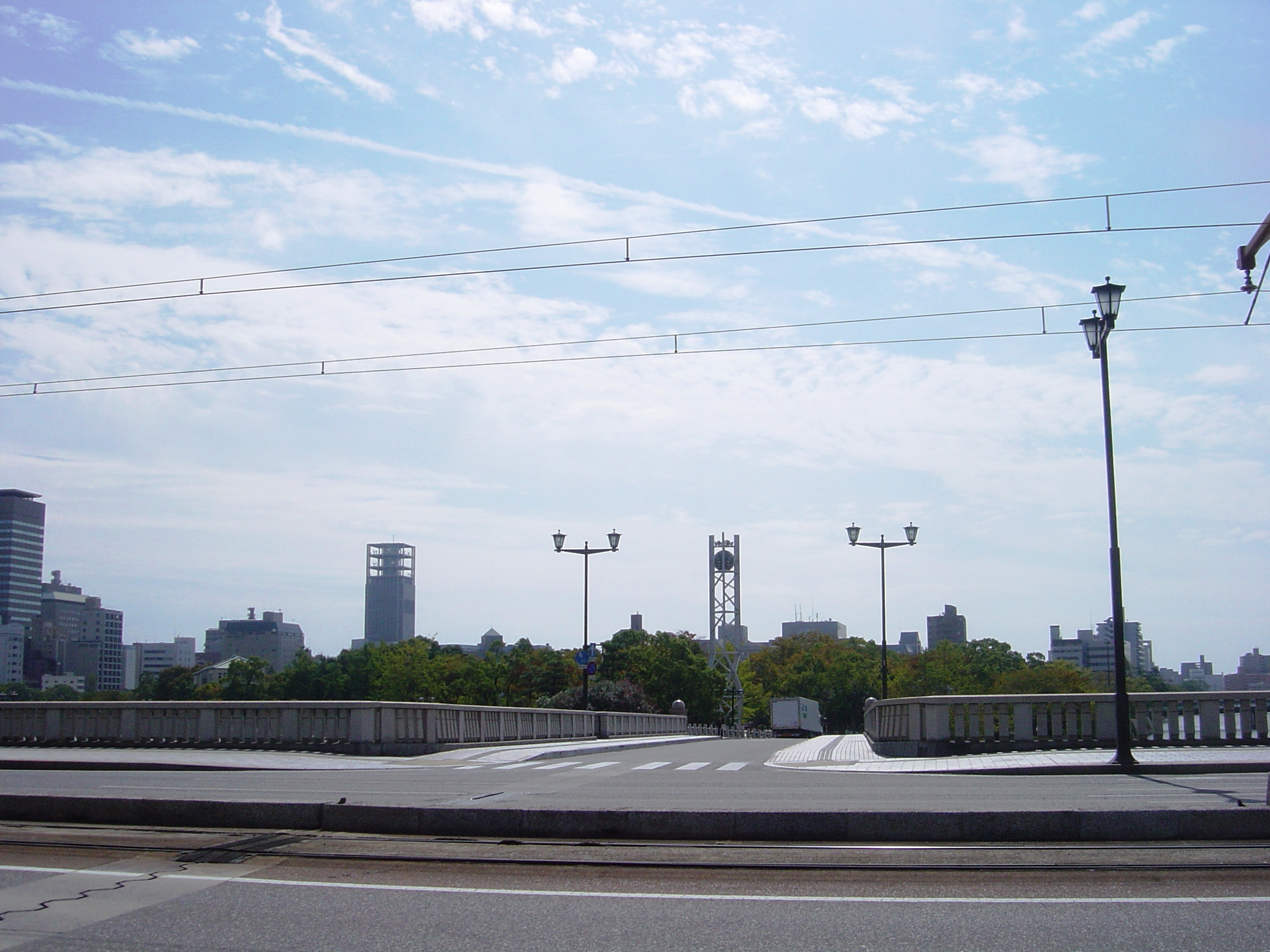
La branche du « T ».
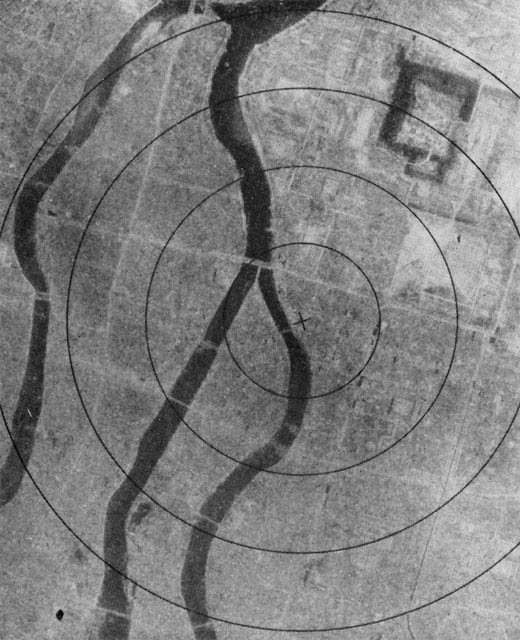
La zone du Ground Zero après le bombardement. Le pont est visible grâce à sa forme en « T », près du centre.